# Kostel Povýšení svatého Kříže (Valašské Klobouky)
Kostel Povýšení svatého Kříže je farní kostel ve Valašských Kloboukách v okrese Zlín ve Zlínském kraji, jehož jádro pochází ze 40. let 14. století. Původně byl zasvěcen Nalezení svatého Kříže, v 16. a 18. století byl rozšiřován a přestavěn. Je na seznamu kulturních památek ČR.

## Popis
Kostel je jednolodní, součástí je pravoúhlá věž v průčelí, závěr kostela je půlkruhovitě uzavřen. Z jižní fasády předstupuje obdélný přístavek krytý pultovou střechou. Na severní straně se nachází obdélná sakristie, na západní pak mohutná pravoúhlá věž s hodinami. Věž je pětipatrová, přičemž spodní tři patra jsou přístupná z interiéru chrámu.

## Historie

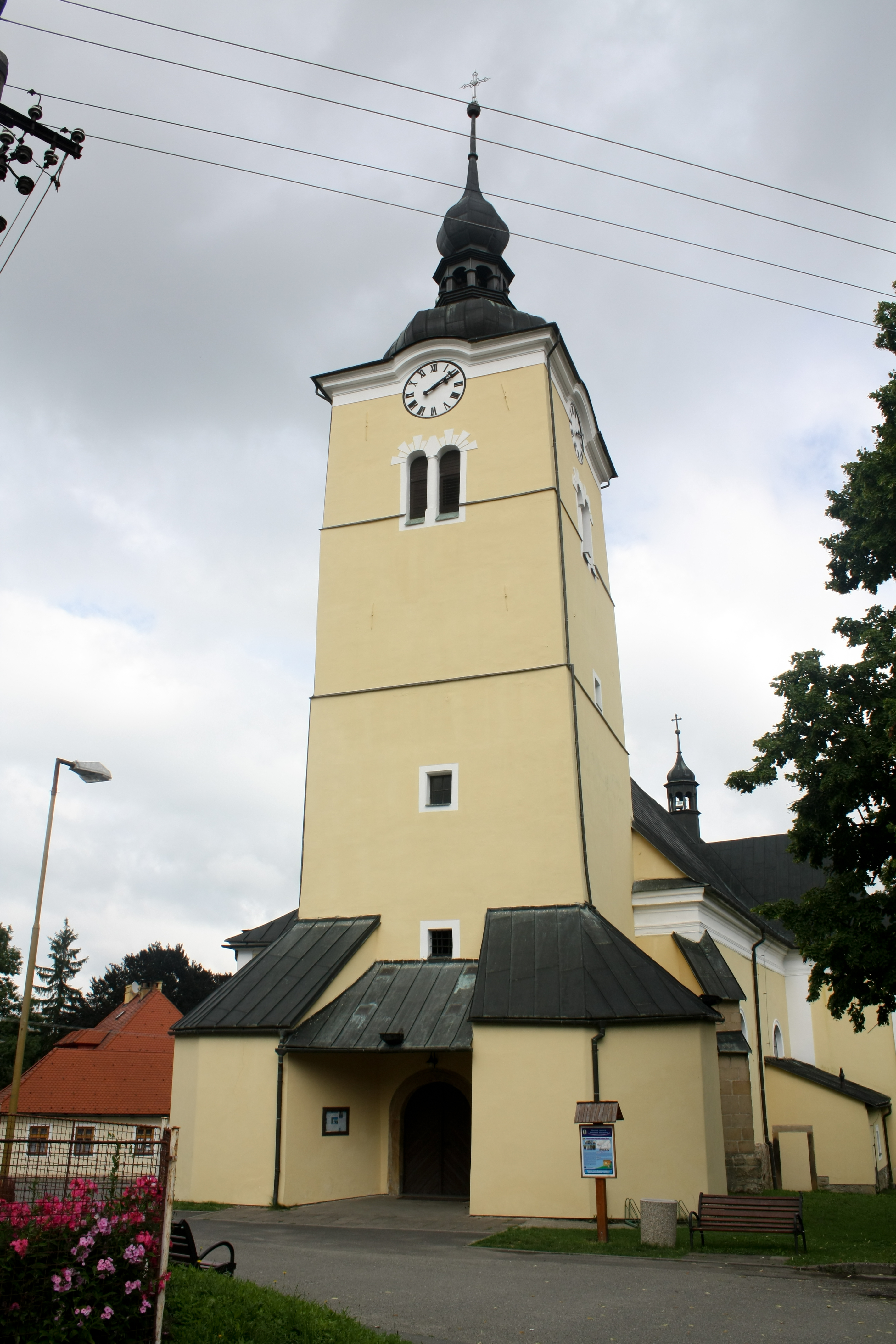
Pohled na věž kostela

Jádro kostela pochází ze 40. let 14. století. Původní loď měla vnější rozměry asi 11 x 17 metrů o síle zdiva asi jeden metr. Původní stavbu zvenčí označuje průběžná soklová římsa z pískovce. Zvenčí je také patrný náběh osově symetrického diagonálního pilíře (pilíř byl z větší části odstraněn při vložení pozdější přístavby vnějšího schodiště na kůr). Součástí původní stavby byl zřejmě i vstup s kamenným ostěním v jižní straně lodi. Západní průčelí patrně završoval strmý trojúhelníkový štít, jehož spodní část je také dochována.
Na přelomu 70. a 80. let 16. století byla ke kostelu přistavěna renesanční věž, záhy opatřená bicími hodinami. Po tureckém vpádu v roce 1663 lehl kostel i s farou popelem a v průběhu dalšího století byl ještě několikrát poničen a opravován. V letech 1771–1772 byl kostel prodloužen, byly zbudovány dvě boční kaple a krypta. V roce 1774 poškodil blesk střechu, která musela být opravena. Kostel byl původně zasvěcen Nalezení svatého Kříže a tento motiv se nachází na oltářním obrazu od vídeňského malíře Karla Hemerleina (1857). V 60. letech 20. století byl svátek Nalezení svatého Kříže (3. května) zrušen a sloučen se svátkem Povýšení svatého Kříže (14. září) a kostel byl přejmenován.
Nejstaršími dochovanými součástmi jsou renesanční křtitelnice z roku 1521 (dnes sloužící jako kropenka) a dva zvony z roku 1665.
Kostel prošel generální opravou v letech 2001–2003. Presbytář získal nový mramorový oltář a byly do něj vsazeny ostatky sv. Jana Sarkandra. Součástí rekonstrukce byla nová fasáda. Kostel byl znovu posvěcen 21. září 2003 olomouckým arcibiskupem Mons. Janem Graubnerem.

## Zajímavost
Od 1. února 1939 do 31. března 1946 působil v kostele Povýšení svatého Kříže kaplan František Borák, který zpovídal a ukrýval Josefa Valčíka, příslušníka protinacistického odboje a člena výsadkové skupiny Silver A. Josef Valčík se podílel na přípravě atentátu na zastupujícího říšského protektora R. Heydricha.